# Лотт, Джордж
Джордж Мартин Лотт — младший (англ. George Martin Lott, Jr.; 16 октября 1906, Спрингфилд, Иллинойс — 3 декабря 1991, Чикаго) — американский теннисист-любитель и теннисный тренер, наибольших успехов добившийся в парных разрядах. Шестая ракетка мира в 1928 и 1929 годах. Восьмикратный победитель турниров Большого шлема в мужском парном и четырёхкратный — в смешанном парном разряде, финалист чемпионата США в одиночном разряде, трёхкратный финалист Кубка Дэвиса со сборной США. Член Международного зала теннисной славы с 1964 года.

## Биография
Начав играть в теннис перед Первой мировой войной, Джордж Лотт выдвинулся в ряды ведущих американских теннисистов в конце 1920-х и начале 1930-х годов. В этот период он шесть сезонов (с 1928 по 1931 и в 1933—1934 годах) выступал в составе сборной США, за это время четырежды пробившись с ней в раунд вызова против действующих чемпионов. В трёх из этих финалов (в 1929 и 1930 году против сборной Франции и в 1934 году против команды Великобритании) он сыграл сам. Хотя американская сборная ни разу не смогла за это время завоевать кубок, Лотт одержал победы во всех 11 встречах в парном разряде, в которых участвовал (в одиночном разряде баланс его побед и поражений составил 7-4).
В эти же годы Лотт добился своих основных успехов на индивидуальном уровне. В одиночном разряде он только однажды пробился в финал чемпионата США, проиграв там в упорной борьбе Эллсуорту Вайнзу, однако четырежды (в 1924, 1925, 1927 и 1932) становился победителем крупного турнира в Цинциннати. В Европе Лотт три раза пробивался в одиночном разряде в полуфинал Уимблдонского турнира и один раз — в полуфинал чемпионата Франции.
В мужском парном разряде Лотт пять раз (1928—1930, 1933, 1934) выигрывал чемпионат США с тремя разными партнёрами, добавив к этим титулам победы на Уимблдоне и чемпионате Франции в 1931 году с Джоном ван Рином и ещё раз на Уимблдоне в 1934 году. В миксте на его счету были три победы с двумя разными партнёршами в чемпионате США и одна — на Уимблдонском турнире 1931 года. Его стиль на корте, как пишет сайт Международного зала теннисной славы, включал изобретательную и элегантную игру у сетки, стратегическое ви́дение и тонкое понимание психологических нюансов. С 1927 по 1931 год он постоянно входил в десятку сильнейших теннисистов мира, определяемую по итогам сезона газетой Daily Telegraph, в 1928 и 1929 годах занимая в ней шестое место.
Параллельно с теннисом Лотт увлекался бейсболом и в годы учёбы в Чикагском университете (который окончил в 1930 году) играл в его сборной на позиции шорт-стопа. В 1969 году он начал тренировать теннисную команду другого вуза Чикаго — Университета Де Поля — и занимал пост тренера до 1991 года, к этому времени став старейшим вузовским тренером в стране. Он также долгое время сотрудничал как журналист с изданием Tennis Magazine и в 1980 году выпустил книгу «Как побеждать в игре в парах» (англ. How to Play Winning Doubles).
Джордж Лотт умер в декабре 1991 года у себя дома в Чикаго в возрасте 85 лет, оставив после себя дочь Мими (в замужестве Грегори) и двух внуков. Его имя присвоено теннисному комплексу в Университете Де Поля и включено в списки семи разных залов славы, включая Зал спортивной славы Чикаго (1991) и Национальный (позже Международный) зал теннисной славы (1964).

## Финалы турниров Большого шлема

### Одиночный разряд (0-1)
| Результат | Год  | Турнир        | Покрытие | Соперник в финале | Счёт в финале      |
| --------- | ---- | ------------- | -------- | ----------------- | ------------------ |
| Поражение | 1931 | Чемпионат США | Трава    | Эллсуорт Вайнз    | 9-7, 3-6, 7-9, 5-7 |

### Мужской парный разряд (8-1)
| Результат | Год  | Турнир                  | Покрытие | Партнёр       | Соперники в финале             | Счёт в финале             |
| --------- | ---- | ----------------------- | -------- | ------------- | ------------------------------ | ------------------------- |
| Победа    | 1928 | Чемпионат США           | Трава    | Джон Хеннесси | Джеральд Паттерсон Джон Хокс   | 6-2, 6-1, 6-2             |
| Победа    | 1929 | Чемпионат США (2)       | Трава    | Джон Дуг      | Беркли Белл Льюис Уайт         | 10-8, 16-14, 6-1          |
| Поражение | 1930 | Уимблдонский турнир     | Трава    | Джон Дуг      | Джон ван Рин Уилмер Эллисон    | 3-6, 3-6, 2-6             |
| Победа    | 1930 | Чемпионат США (3)       | Трава    | Джон Дуг      | Джон ван Рин Уилмер Эллисон    | 8-6, 6-3, 4-6, 13-15, 6-4 |
| Победа    | 1931 | Чемпионат Франции       | Грунт    | Джон ван Рин  | Вернон Керби Норман Фаркуарсон | 6-4, 6-3, 6-4             |
| Победа    | 1931 | Уимблдонский турнир     | Трава    | Джон ван Рин  | Жак Брюньон Анри Коше          | 6-2, 10-8, 9-11, 3-6, 6-3 |
| Победа    | 1933 | Чемпионат США (4)       | Трава    | Лестер Стёфен | Фрэнк Паркер Фрэнк Шилдс       | 11-13, 9-7, 9-7, 6-3      |
| Победа    | 1934 | Уимблдонский турнир (2) | Трава    | Лестер Стёфен | Жан Боротра Жак Брюньон        | 6-2, 6-3, 6-4             |
| Победа    | 1934 | Чемпионат США (5)       | Трава    | Лестер Стёфен | Джон ван Рин Уилмер Эллисон    | 6-4, 9-7, 3-6, 6-4        |

### Смешанный парный разряд (4-1)
| Результат | Год  | Турнир              | Покрытие | Партнёрша           | Соперники в финале                 | Счёт в финале   |
| --------- | ---- | ------------------- | -------- | ------------------- | ---------------------------------- | --------------- |
| Победа    | 1929 | Чемпионат США       | Трава    | Бетти Натхолл       | Филлис Ковелл Банни Остин          | 6-3, 6-3        |
| Победа    | 1931 | Уимблдонский турнир | Трава    | Анна Маккьюн Харпер | Джоан Ридли Иэн Коллинз            | 6-3, 1-6, 6-1   |
| Победа    | 1931 | Чемпионат США (2)   | Трава    | Бетти Натхолл       | Анна Маккьюн Харпер Уилмер Эллисон | 6-3, 6-3        |
| Поражение | 1933 | Чемпионат США       | Трава    | Сара Палфри         | Элизабет Райан Эллсуорт Вайнз      | 9-11, 1-6       |
| Победа    | 1934 | Чемпионат США (3)   | Трава    | Хелен Джейкобс      | Элизабет Райан Лестер Стёфен       | 4-6, 13-11, 6-2 |

## Финалы Кубка Дэвиса (0-4)
| Результат | Год  | Место проведения         | Команда                                          | Соперники в финале                                | Счёт |
| --------- | ---- | ------------------------ | ------------------------------------------------ | ------------------------------------------------- | ---- |
| Поражение | 1929 | Париж, Франция           | США Дж. ван Рин, Дж. Лотт, Б. Тилден, У. Эллисон | Франция Ж. Боротра, А. Коше                       | 2-3  |
| Поражение | 1930 | Париж, Франция           | США Дж. ван Рин, Дж. Лотт, Б. Тилден, У. Эллисон | Франция Ж. Боротра, Ж. Брюньон, А. Коше           | 1-4  |
| Поражение | 1934 | Уимблдон, Великобритания | США С. Вуд, Дж. Лотт, Л. Стёфен, Ф. Шилдс        | Великобритания Г. Ли, Б. Остин, Ф. Перри, П. Хьюз | 1-4  |